# America's Next Top Model (mùa 8)
America's Next Top Model, Mùa thi 8 là chương trình mùa thứ tám của America's Next Top Model được phát sóng trên mạng cáp The CW. Biểu ngữ cho mùa thi lần này là: "Chào mừng đến rừng già, Các Quý cô!".
Điểm dừng chân cho mùa thi này là ở Sydney cho top 6.
Người chiến thắng chung cuộc có cơ hội nhận những giải thưởng giá trị sau: Một hợp đồng làm việc với công ty quản lý người mẫu Elite Model Management, xuất hiện trên trang bìa tạp chí Seventeen và một hợp đồng quảng cáo trị giá $100.000 của thương hiệu mỹ phẩm CoverGirl.
Jaslene Gonzalez, 20 tuổi, đến từ Chicago, Illinois đã chiến thắng mùa giải này, cô là người mẫu thuần Latin đầu tiên chiến thắng trong lịch sử.

## Thí sinh
(Tính tuổi lúc tham gia chương trình)
| Thí sinh           | Tuổi | Chiều cao               | Đến từ                   | Bị loại ở | Hạng |
| ------------------ | ---- | ----------------------- | ------------------------ | --------- | ---- |
| Kathleen DuJour    | 20   | 180 cm (5 ft 11 in)     | Brooklyn, New York       | Tập 2     | 13   |
| Samantha Francis   | 19   | 180 cm (5 ft 11 in)     | Pinson, Alabama          | Tập 3     | 12   |
| Cassandra Watson   | 24   | 178 cm (5 ft 10 in)     | Seattle, Washington      | Tập 4     | 11   |
| Felicia Provost    | 19   | 173 cm (5 ft 8 in)      | Houston, Texas           | Tập 5     | 10   |
| Diana Zalewski     | 21   | 185 cm (6 ft 1 in)      | Garfield, New Jersey     | Tập 6     | 9    |
| Sarah VonderHaar   | 20   | 175 cm (5 ft 9 in)      | Lake Zurich, Illinois    | Tập 7     | 8    |
| Whitney Cunningham | 21   | 178 cm (5 ft 10 in)     | West Palm Beach, Florida | Tập 8     | 7    |
| Jael Strauss†      | 22   | 180 cm (5 ft 11 in)     | Detroit, Michigan        | Tập 9     | 6    |
| Brittany Hatch     | 21   | 180 cm (5 ft 11 in)     | Savannah, Georgia        | Tập 11    | 5    |
| Dionne Walters     | 20   | 178 cm (5 ft 10 in)     | Montgomery, Alabama      | Tập 12    | 4    |
| Renee DeWitt       | 20   | 179 cm (5 ft 10+1⁄2 in) | Maui, Hawaii             | Tập 13    | 3    |
| Natasha Galkina    | 21   | 175 cm (5 ft 9 in)      | Dallas, Texas            | Tập 13    | 2    |
| Jaslene Gonzalez   | 20   | 173 cm (5 ft 8 in)      | Chicago, Illinois        | Tập 13    | 1    |

### Hội đồng giám khảo
- Tyra Banks
- Twiggy
- Nigel Barker
- J. Alexander

## Các tập phim

### Tập 1 & 2: The Girl Who Won't Stop Talking
Lên sóng: 28 tháng 2, 2007
33 thí sinh được đưa đến trại tập huấn quân sự ở Los Angeles. Họ được gặp Jay Manuel và J.Alexander để kiểm tra kiến thức thời trang và chụp ảnh tạo dáng. Sarah giành chiến thắng hai phần thi và gây ấn tượng đến hai vị giám khảo. Sau đó, họ được gặp Tyra.
Sau đó, các cô gái lần lượt được phỏng vấn bởi Tyra, Mr. & Miss Jay. Jaslene quay trở lại mùa 8 để casting sau khi thất bại ở Mùa 7 và cuối cùng cô cũng thành công khi được Tyra chọn ở mùa này. Một số thí sinh nổi bật như Michelline, cô có ít nhất 20 hình xăm trên người, Natasha, cô gái kết hôn với một người đàn ông 40 tuổi khi cô chỉ mới 18 tuổi hay Dionne, cô đặt tên cho màu tóc của mình là "1B-30". Sau màn phỏng vấn các cô gái, 20 cô gái được chọn để đến tiệc của Marc Ecko, nơi mà họ phải thể hiện kỹ năng chụp ảnh với phụ kiện. Sau phần thi này chỉ có 13 cô gái cuối cùng được chọn cho mùa giải này, đó là: Brittany, Cassandra, Diana, Dionne, Felicia, Jael, Jaslene, Kathleen, Natasha, Renee, Samantha, Whitney, và Sarah. Và lần đầu tiên trong lịch sử ANTM, có 2 thí sinh ngoại cỡ tranh tài trong cùng một mùa giải là Whitney và Diana.
13 thí sinh được chụp ảnh có liên quan đến "những quan điểm về chính trị".
| Vấn đề chính trị                  | Quan điểm           | Quan điểm |
| --------------------------------- | ------------------- | --------- |
| Vấn đề chính trị                  | Ủng hộ              | Bài trừ   |
| Nạn nạo, phá thai                 | Natasha             | Jael      |
| Hình thức tử hình man rợ          | Jaslene             | Sarah     |
| Giết động vật lấy lông làm áo     | Brittany            | Kathleen  |
| Sử dụng súng                      | Diana               | Renee     |
| Ăn mặn/Thuần chay                 | Cassandra           | Dionne    |
| Vấn đề kết hôn dị tính/ đồng tính | Samantha và Whitney | Felicia   |

Sau buổi chụp hình họ được đưa trở về ngôi nhà chung mà họ sẽ ở đó trong suốt quá trình tham gia cuộc thi.
Thử thách của tuần này, các cô gái sẽ lựa chọn những trang phục sài lại để tạo nên phong cách cá tính của riêng mình tại cửa hàng quần áo (second hand) Goodwill trong vòng 3 phút và sau đó trình diễn catwalk trước mặt khách hàng để bán đấu giá và gây quỹ cho mỗi bộ trang phục mà họ mặc. Jael là người giành chiến thắng, cô nhận được tấm séc được bán đấu giá cao nhất làm phần thưởng của mình.
Chỉ có Jaslene, Felicia, Samantha, Cassandra và Brittany làm tốt trong phần thi chụp hình, còn lại hoàn toàn rất yếu. Ban giam khảo nghi ngại khi đặt câu hỏi cho Jael rằng sao cô làm tốt trong phần thi thử thách nhưng lại tệ trong phần thi chụp hình thì cô nói rằng mình không muốn bị ghét vì thắng quá nhiều thử thách. Ban giám khảo khá thất vọng với câu trả lời của cô và xếp cô cùng với Kathleen vào bảng chót hai. Vì không nắm bắt được ý tưởng chủ đề nên Kathleen bị loại, còn Jael do bức ảnh "tốt hơn" nên được tiếp tục cuộc thi.
- Gọi tên đầu tiên: Jaslene Gonzalez
- Bảng chót hai: Jael Strauss & Kathleen DuJour
- Loại: Kathleen DuJour
- Nhiếp ảnh gia: Nigel Barker
- Khách mời: Russell Baer, Marc Ecko, Johnta Austin, Jermaine Dupri, Phillip Bloch

### Tập 3: The Girl Go To Prom
Lên sóng: 7 tháng 3 năm 2007
Các thí sinh được đưa đến một trường trung học nơi họ gặp J.Alexander và đội trống cổ vũ của trường. J.Alexander giải thích tuần này buổi chụp hình cũng như thử thách có liên quan đến trường học. J.Alexander kiểm tra cũng như hướng dẫn các cô gái về kỹ năng catwalk.
Cũng như mọi lần của ANTM, lí thuyết phải đi đôi với thực hành. Thử thách tuần này, các cô gái sẽ tham gia một fashion show trong trường học mà nơi đó học sinh và phụ huynh sẽ chứng kiến họ. MC Roy Campbell giải thích cho các thí sinh rằng họ sẽ mặc những bộ cánh theo chủ đề, gồm: thời trang hiện đại, thời trang dạ hội 80s, thời trang dạ hội ghetto. Sarah trong lúc trình diễn để lộ vòng một. Mặc cho ban giám khảo khen ngợi cho thái độ bình tĩnh và catwalk rất chuyên nghiệp, nhưng cũng bị chỉ trích vì không che lại vùng nhạy cảm mà lại để cho khán giả thấy. Cuối cùng, Brittany giành chiến thắng thử thách và nhận được cúp chiến thắng.
Phần chụp hình của tuần này, các cô gái hóa thân thành những nữ sinh trung học với những hình tượng khác nhau. 
| Tên       | Hình tượng nữ sinh trung học       |
| --------- | ---------------------------------- |
| Brittany  | Nữ sinh thủ khoa của trường        |
| Cassandra | Đội trưởng đội cổ vũ               |
| Diana     | Chủ tịch hội học sinh              |
| Dionne    | Cô gái xấu xa                      |
| Felicia   | Cô gái mê thể thao                 |
| Jael      | Mọt sách                           |
| Jaslene   | Kẻ kỳ quặc                         |
| Natasha   | Nữ sinh được lòng giáo viên        |
| Renee     | Nữ sinh hay làm trò hề trong lớp   |
| Samantha  | Nữ sinh mang tiếng xấu             |
| Sarah     | Nữ sinh là tấm gương tốt trong lớp |
| Whitney   | Cô gái xấu tính, chảnh chọe        |

Jaslene lại một lần nữa làm tốt và được gọi tên đầu tiên nhưng Felicia cũng gây ấn tương tốt với ban giám khảo. Natasha và Samantha gặp khó khăn khi phải hóa thân thành nhân vật của họ, điều này làm họ rơi xuống bảng chót hai. Ban giám khảo tin rằng Samantha không có kinh nghiệm làm mẫu trong khi Natasha bị đánh giá là không có khả năng thể hiện vẻ đẹp của mình vào bức hình, giống như Ann Markley của Mùa 3. Cuối cùng, Natasha được cứu khỏi vòng loại trừ vì tinh thần học hỏi cao, đồng nghĩa với việc Samantha phải ra về.
- Gọi tên đầu tiên: Jaslene Gonzalez
- Bảng chót hai: Natasha Galkina & Samantha Francis
- Loại: Samantha Francis
- Nhiếp ảnh gia: Carlos Rios
- Khách mời đặc biệt: Roy Campbell, Hallie Bowman
- CoverGirl của tuần: Jaslene Gonzalez

### Tập 4: The Girl Who Cries All The Time
Lên sóng: 14 tháng 3 năm 2007
Các cô gái được đưa đến salon ở Beverly Hills để thay đổi vẻ bề ngoài. Đa số các cô gái hài lòng với mái tóc mới của mình, ngoại trừ Brittany. Cùng lúc ấy, Jael phải đợi một hồi lâu để thay đổi lại kiểu tóc. Trở về nhà, Brittany than phiền vì mái tóc xấu xí trong khi Jael nhận được cú điện thoại của một người bạn báo rằng một người bạn thân của cô đã chết vì dùng thuốc quá liều.
Thử thách tuần này, các cô gái được kiểm tra khả năng make-up. Brittany giành chiến thắng, mặc dù ban giám khảo tiết lộ rằng thật sự Cassandra mới là người chiến thắng, chỉ vì cô trễ giờ.Brittany được nhận giải thưởng đó là chụp ảnh cho tạp chí Seventeen và mời Jael chung vui với mình.
Buổi chụp hình lần này, các cô gái sẽ chụp hình khỏa thân. Họ được trang trí với những hương vị kẹo khác nhau lên người.
| Tên       | Hương vị kẹo       |
| --------- | ------------------ |
| Brittany  | Kẹo chuối          |
| Cassandra | Kẹo Jelly bean     |
| Diana     | Kẹo dẻo            |
| Dionne    | Kẹo Candy cane     |
| Felicia   | Kẹo lollipop       |
| Jael      | Bánh sinh nhật     |
| Jaslene   | Kẹo dulce de leche |
| Natasha   | Kẹo gumball        |
| Renee     | Kẹo Necklace       |
| Sarah     | Kẹo cứng           |
| Whitney   | Kẹo chocolate      |

Tại vòng đánh giá, ban giám khảo bị ấn tượng bởi bức ảnh của Brittany và khen ngợi các cô gái vì sự tiến bộ của họ. Tuy nhiên, Jaslene lại bị chỉ trích vì đánh mất cá tính trong bức ảnh và thất vọng vì bức ảnh của Cassandra thiếu sức sống. Cô bị rơi xuống bảng chót hai với Diana, cô nàng gặp khó khăn trong cách tạo dáng nude với thân hình ngoại cỡ của mình. Cuối cùng, ban giám khảo cảm thấy Cassandra không thể biến chuyển vẻ đẹp của mình vào bức hình của mình và bị loại.
- Gọi tên đầu tiên: Brittany Hatch
- Bảng chót hai: Cassandra Watson & Diana Zalewski
- Loại: Cassandra Watson
- Nhiếp ảnh gia: Joseph Cultice
- Khách mời đặc biệt: Neeko, Roxanna Floyd, Carissa Rosenberg
- CoverGirl của tuần: Jaslene Gonzalez

### Tập 5: The Girl Who Changes Her Attitude
Lên sóng: 21 tháng 3 năm 2007
Cho thử thách tuần này, các thí sinh được gặp Benny Ninja, người sẽ chỉ dạy các cô gái làm thế nào để tạo dáng. Để kiểm tra kỹ năng của họ, các cô gái được mặt một bộ đồ bó sát và phải vượt qua đám đèn laser, đồng thời phải tạo dáng. Renee có màn thể hiện yếu kém trong khi Whitney thể hiện tốt nhất và giành chiến thắng. Cô giành được vòng đeo tay trị giá 40 ngàn đô từ hãng Angara.
Buổi chụp hình lần này, các cô gái sẽ vào vai nạn nhân của vụ giết người hình sự, thổi hồn đầy "sức sống" trong khi tạo dáng "chết".
| Tên      | Giết người hình sự kiểu   |
| -------- | ------------------------- |
| Brittany | Bị giật điện chết         |
| Diana    | Bị giết trộm nội tạng     |
| Dionne   | Bị bắn chết               |
| Felicia  | Bị cứa cổ chết            |
| Jael     | Bị bóp cổ chết            |
| Jaslene  | Bị đẩy xuống khỏi mái nhà |
| Natasha  | Chết chìm                 |
| Renee    | Bị ngộ độc                |
| Sarah    | Bị xô xuống cầu thang     |
| Whitney  | Bị đâm chết               |

Tại vòng đánh giá, các cô gái nhận được đánh giá vì bức ảnh đẹp, ngoại trừ là Dionne và Felicia. Dionne bị phê bình vì thiếu sự sáng tạo trong cách tạo dáng và chỉ tạo dáng theo sự hướng dẫn của NẢG. Trong khi đó, Felicia bị cho là thiếu sức sống và như người chết thật sự trong bức ảnh. Mặc dù là một thí sinh mạnh qua nhiều tuần, nhưng Felicia đã bị loại vì ban giám khảo cho rằng cô ấy dần dần yếu đi qua các tuần.
- Gọi tên đầu tiên: Renee DeWitt
- Bảng chót hai: Dionne Walters & Felicia Provost
- Loại: Felicia Provost
- Nhiếp ảnh gia: Mike Rosenthal
- Khách mời đặc biệt: Benny Ninja
- CoverGirl của tuần: Jael Strauss

### Tập 6: The Girl Who Takes Credit
Khởi chiếu: 28 tháng 3 năm 2007
9 thí sinh còn lại của cuộc thi được gặp Giám đốc của Cty quản lí người mẫu Elite Models Cathy Gould, người sẽ chỉ dạy cho họ làm thế nào để mặc đồ trông như "người mẫu". Cho thử thách lần này, các cô gái được chia thành 3 nhóm nhỏ để làm manacanh (triển lãm), việc của họ đó là phải lựa chọn trang phục, vật dụng để xây dựng nên thương hiệu theo chủ đề của nhóm mình. Whitney tạo dáng trên sàn nhà và bỏ qua lời nhắc nhở của Natasha làm mất đi thương hiệu mà cả nhóm muốn truyền tải. Bởi vì điều này, nhóm của Whitney bị loại khỏi thử thách. Cathy Gould tiết lộ rằng nếu Whitney tạo dáng trên bục cao kia thì cả nhóm đã giành chiến thắng rồi. Thay vì vậy, Sarah giành được chiến thắng, phần thưởng của cô là tăng gấp đôi lần chụp trong buổi chụp hình. Dionne và Renee cảm thấy bực bội vì Sarah giành làm stylist của nhóm, mặc dù Dionne và Renee làm những công việc quan trọng hơn.
Buổi chụp hình của tuần này, các cô gái sẽ hóa thân thành những người đàn ông và chụp ảnh với các drag queentheo cặp.
| Tên      | Cặp đôi           |
| -------- | ----------------- |
| Brittany | Cặp đôi du lịch   |
| Diana    | Cặp đôi nổi tiếng |
| Dionne   | Cặp đôi quyền lực |
| Jael     | Cặp đôi Bohemian  |
| Jaslene  | Cặp đôi hải quân  |
| Natasha  | Cặp đôi Hip-hop   |
| Renee    | Cặp đôi Glam rock |
| Sarah    | Gặp đôi rock      |
| Whitney  | Cặp đôi đại học   |

Trong khi Brittany và Jaslene gây ấn tượng với Jay Manuel một lần nữa thì Natasha đã chiếm chọn sự tán thưởng của anh, bằng cách sáng tạo trong buổi chụp hình, cô lấy miếng vỉ thiếc trên kẹo gum để vào trong răng. Bởi vì thiếu sự tự tin trong cơ thể ngoại cỡ, cả Whitney và Diana rơi vào bảng chót hai. Ban giám khảo cảm thấy Diana thiếu sự đam mê nghề và hỏi cô một lần nữa tại sao cô muốn trở thành một Top Model. Diana không thể trả lời thẳng thắn nên cuối cùng cô đã bị loại.
- Gọi tên đầu tiên: Natasha Galkina
- Bảng chót hai: Diana Zalewski & Whitney Cunningham
- Loại: Diana Zalewski
- Nhiếp ảnh gia: Richard Reinsdorf
- Khách mời đặc biệt: Cathy Gould, Deda Coben
- CoverGirl của tuần: Whitney Cunningham

### Tập 7: The Girl Who Get Thrown In The Pool
Lên sóng: 4 tháng 4 năm 2007
Tuần này, họ được gặp Twiggy và Melrose Bickerstaff (Top 2 Mùa 7) để học cách hướng dẫn và phỏng vấn khi gặp mặt những người quyền lực trong ngành công nghiệp thời trang và giúp họ chọn một nickname mới khi đến bữa tiệc ngoài trời đêm hôm ấy. Họ cũng nhắc nhở họ hết sức thận trọng trong hành động của mình tại bữa tiệc. Rapper 50 Cent cảm thấy bực bội vì Jael tại bữa tiệc và xô cô xuống hồ bơi làm mọi người ở bữa tiệc đều để ý đến, sau đó Natasha cũng nhảy xuống vui chơi cùng. Cả hai cảm thấy bẽ bàng và xấu hổ khi sũng ướt khi được gặp quản lí của Tyra, Benny Medina. Paris Hilton hỏi Renee ai là người xấu tính nhất thì cô chỉ tay về phía Jael (trong khi cô nàng này đang vui đùa dưới hồ bơi) nhưng sau đó khi gặp Jael và Natasha trong nhà vệ sinh, Nicole Richie bảo rằng Renee nói xấu sau lưng cô. Điều này làm cả hai cãi nhau tại nhà chung.
Buổi chụp hình lần này, các cô gái tự làm tóc và make-up và phải thể hiện 4 trạng thái cá tính mà mình muốn thể hiện trong bức ảnh.
| Tên      | Những tính cách thể hiện                        | Nicknames                         |
| -------- | ----------------------------------------------- | --------------------------------- |
| Brittany | Ngây thơ, Ảo tưởng, Độc ác, Ngốc nghếch         | Brit                              |
| Dionne   | Thân thiện, Độc ác, Nhạy cảm, Anh hùng          | Whohalay (sau đó đổi thành Brown) |
| Jael     | Quyến rũ, Ồn ào, Nổi loạn, Độc tài              | Jael                              |
| Jaslene  | Tình cảm, Drag-queen, Cha-cha diva, Hình mẫu    | Jaslene                           |
| Natasha  | Vui sướng, Bất ngờ, Buồn, Quyến rũ              | Nata                              |
| Renee    | Gợi dục, Góc khuất, Đức tính của người mẹ, Buồn | Nayien (đổi thành NeNe)           |
| Sarah    | Ngây thơ, Tức giận, Buồn, Vui sướng             | Moe                               |
| Whitney  | Bí ẩn, Thanh bình, Trầm tư, Hài hước            | Whitelle                          |

Sau buổi chụp hình, Dionne (Wholahay) được tiết lộ là người giành chiến thắng thử thách, cô chọn Jaslene và Whitney chung vui với mình, họ được xuất hiện trên tạp chí Seventeen để quảng cao cho giày Keds.Trở về nhà chung, Tyra thăm các cô gái để giải quyết mâu thuẫn cho Renee với tất cả các cô gái khác trong nhà chung. Renee thành thật nói rằng vì quá khứ bị lạm dụng, nên cô có khuynh hướng đã kích người khác và cô hứa sẽ không như vậy nữa.
Tại vòng loại trừ, Jael, Natasha, Dionne, Brittany và Renee nhận được khen ngợi trong khi Jaslene bị chỉ trích vì cả bốn tính cách của cô đều như nhau, không khác gì cả. Sarah và Whitney bị rơi xuống bảng chót hai vì thể hiện thiếu màu sắc nhưng cuối cùng Sarah bị loại.
- Người gọi tên đầu tiên: Jael Strauss
- Bảng chót hai: Sarah VonderHaar & Whitney Cunningham
- Loại: Sarah VonderHaar
- Nhiếp ảnh gia: Kareem Black
- Khách mời đặc biệt: 50 Cent, Melrose Bickerstaff, Nicole Richie, Paris Hilton, Beverly Johnson, Nancy Josephson, Nikki Haskell, Larry Sanitsky, Benny Medina, Tia Mowry,Tamera Mowry, Bill Maher, Markus Klinko and Indrani, Jennifer Weiderman
- CoverGirl của tuần: Natasha Galkina

### Tập 8: The Girl Who Impresses Pedro
Khởi chiếu: 11 tháng 4 năm 2007
Thử thách của tuần này, các cô gái học về kỹ năng diễn xuất với  Efren Ramirez. Renee được chọn là người giành chiến thắng thử thách, cô chọn Dionne là người chung vui với mình. Họ nhận được hai cái áo thun, khiến họ bối rối. Tuy nhiên khi về đến nhà chung, họ lại được gia đình và người thân của họ. Natasha khóc lóc vì nhìn được cảnh đoàn tụ của Dionne và Renee, làm cô nhớ đến đứa con gái ở nhà của mình.
Buổi chụp hình lần này, họ được chụp hình với các thí sinh của các mùa giải trước để thể hiện những khoảnh khắc đáng nhớ trong lịch sử ANTM.
| Tên      | Khoảnh khắc ở các mùa giải trước                                                |
| -------- | ------------------------------------------------------------------------------- |
| Brittany | Mùa giải đầu tiên có 2 chị em song sinh (Amanda Babin và Michelle Babin, Mùa 7) |
| Dionne   | Nụ hôn đồng tính trên xe limo (Kim Stolz, Mùa 5)                                |
| Jael     | Bị ngất xỉu đột ngột trong vòng loại trừ (Rebecca Epley, Mùa 4)                 |
| Jaslene  | Ăn cắp thanh bánh yến mạch (Bre Scullark, Mùa 5)                                |
| Renee    | Bệnh về da (Michelle Deighton, Mùa 4)                                           |
| Natasha  | Nhổ đi răng xấu (Joanie Dodds, Mùa 6)                                           |
| Whitney  | Từ chối chụp ảnh nude (Shannon Stewart, Mùa 1)                                  |

Tại vòng loại trừ, Dionne và Brittany và Natasha gây ấn tượng với ban giám khảo, Jael bị chỉ trích vì quá máy móc trong khi chụp hình trong khi hình Whitney thiếu dấu ấn cá nhân. Cuối cùng, ban giám khảo cảm thấy Jael có tố chất hơn nên đã giữ cô lại và loại đi Whitney.
- Gọi tên đầu tiên: Dionne Walters
- Bảng chót hai: Jael Strauss & Whitney Cunningham
- Loại: Whitney Cunningham
- Nhiếp ảnh gia: Matthew Jordan Smith
- Khách mời đặc biệt: Tia Mowry, Efren Ramirez, Rebecca Epley, Kim Stolz, Joanie Dodds, Michelle Deighton, Bre Scullark, Michelle Babin, Amanda Babin, Shannon Stewart, Christian Marc
- CoverGirl của tuần: Jaslene Gonzalez

### Tập 9: The Girls Go Down Under
Khởi chiếu: 18 tháng 4 năm 2007
Các cô gái được học về kỹ năng khi làm phỏng vấn bởi April Wilkner (Mùa 2) và Diễn viên hài Gary Riotto trước khi được Tyra thông báo Sydney sẽ là điểm dừng chân du lịch quốc tế lần này. Khi đến nơi, các cô gái ngay lập tức phải thực hiện phần thi thử thách. Tuần này, các cô sẽ đi phỏng vấn người dân bản địa ở Sydney về hàng nhái thời trang của Mỹ nhưng phải sử dụng tiếng lóng của Úc càng nhiều càng có thể. Natasha giành chiến thắng thử thách tuần này và phần thưởng của cô đó là được xuất hiện trong talkshow The Tyra Banks Show.
Thay vì như thường lệ là buổi chụp hình thì các cô gái sẽ đóng quảng cáo cho CoverGirl tại Hyde Parkvà phải sử dụng ngữ điệu của Úc. Tại vòng loại trừ, ban giám khảo bị gây ấn tượng bởi Natasha vì cô mang ngữ giọng Nga nhưng lại có thể tahy đổi sang ngữ điệu Úc và cả Renee cũng vậy. Brittany lại chật vật khi quên thoại, cô ấy bị rơi xuống bảng chót hai với Jael, người thể hiện mờ nhạt và gượng gạo. Mặc dù sự thật là Jael có đoạn quảng cáo tốt hơn Brittany, nhưng ban giám khảo lại chọn Brittany vì cô có những bức hình tốt hơn nhiều. Cuối cùng, Jael bị loại.
- Gọi tên đầu tiên: Natasha Galkina
- Bảng chót hai: Brittany Hatch & Jael Strauss
- Loại: Jael Strauss
- Nhiếp ảnh gia: Simon Higgins
- Khách mời đặc biệt: April Wilkner, Erika Heynatz, Gary Riotto, Nick Hudson
- CoverGirl của tuần: Natasha Galkina

### Tập 10: The Girl Who Picks A Fight
Khởi chiếu: 25 tháng 4 năm 2007
Đây là tập chiếu lại những khoảnh khắc từ đầu chương trình.

### Tập 11: The Girl Who Blames The Taxi Driver
Khởi chiếu: 2 tháng 5 năm 2007
Tuần này, các cô gái sẽ tham dự go-see tại Sydney. Renee, Dionne và Jaslene trở về công ty người mẫu trước 4.30pm và được khen ngợi vì đúng giờ. Trong khi, Natashi và Brittany bị trễ và phải ở ngoài. Trong lúc này, Natasha chấp nhận lỗi lầm của mình một cách thân thiện, nhưng Brittany thì mất bình tĩnh, khóc lóc và quăng portfolio xuống đất, nói với Natasha "Hãy im đi!" và đổ lỗi cho người tài xế taxi vì làm cô tới trễ. Mọi người ở trong công ty đều nghe rõ những lời than phiền của Brittany với Natasha về trễ giờ vì tên tài xế taxi. Priscilla Leighton Clark, người công bố thử thách, công bố Jaslene là người giành chiến thắng. Cô chọn Dionne chung vui với mình, cả hai người được chụp hình trên Cầu cảng Sydney được chụp bởi Nigel Barker.
Buổi chụp hình lần này, các cô gái tạo dáng khi mặc đồ bơi với người mẫu nam. Với hai chủ đề khác nhau, một dành cho tạp chí đàn ông và còn lại dành cho tạp chí phụ nữ, và lần này, Tyra là người chụp ảnh cho họ. Tyra bị ấn tượng bởi nhiều kiểu tạo dáng đa dạng của Jaslene, nhưng thất vọng với Dionne và nghĩ rằng cô phải thường xuyên luyện tập nhiều.
Tại buổi loại trừ, Dionne là người duy nhất không nhận được ý kiến tích cực từ ban giám khảo. Cô bị rơi xuống bảng chót hai với Brittany ở lần thứ hai. Tyra nói rằng, sẽ không bao giờ có những nhãn hiệu hay cty quản lí người mẫu nào muốn thuê Brittany cả vì thái độ thô lỗ của cô cho dù ảnh của cô có đẹp đi chăng nữa. Chính điều này đã làm Brittany bị loại.
- Gọi tên đầu tiên: Jaslene Gonzalez
- Bảng chót hai: Brittany Hatch & Dionne Walters
- Loại: Brittany Hatch
- Nhiếp ảnh gia: Tyra Banks, Michael Omm
- Khách mời đặc biệt:  Jodhi Meares, Priscilla Leighton Clark, Wayne Cooper, Lill Boyd, Anna Hewett, Tina Kalivas, Jayson Brunsdon, Arabella Ramsay, Alice McCall, Kit Willow, David Sciola, Brad Rope, Adrian Allen, Tamati Williams, Samuel Sirena
- CoverGirl của tuần: Natasha Galkina

### Tập 12: The Girl Who Doesn't Want To Dance
Lên sóng: 9 tháng 5 năm 2007
Thử thách tuần này, top 4 thí sinh cuối cùng được gặp những giáo viên dân tộc Aboriginal để học về thể hiện bản thân và kể chuyện thông qua những điệu nhảy. Các cô gái được hóa trang bằng sơn truyền thống của người dân tộc Aboriginal và thể hiện câu chuyện của mình qua điệu nhảy trước đám đông. Renee giành chiến thắng thử thách lần này. Phần thưởng của cô đó là quyền được lựa chọn trang sức ngọc trai theo ý thích, cô chọn Jaslene chung vui với mình. Buổi tối, Renee, Jaslene và Dionne vui vơi ở thành phố Sydney thì Natasha ở nhà vì cô nhớ gia đình mình. Họ có cơ hội nói xấu sau lưng Natasha, tự hỏi liệu cô nàng có phải là cô dâu kết hôn qua mạng hay không.
Buổi chụp hình lần này, các cô gái phải thể hiện điệu nhảy của dân tộc Aboriginal.
| Tên     | Điệu nhảy của dân tộc Aboriginal |
| ------- | -------------------------------- |
| Jaslene | Điệu nhảy hái lượm thức ăn       |
| Renee   | Điệu nhảy chim Petroicidae đỏ    |
| Dionne  | Điệu nhảy chim Willie wagtail    |
| Natasha | Điệu nhảy của bướm               |

Tại buổi loại trừ, Renee nhận được đánh giá tích cực. Bức ảnh của Jaslene thì bình thường bởi vì ban giám khảo nghĩ rằng bức ảnh này với bức ảnh của tuần đầu đều giống nhau và họ đặt câu hỏi về tính linh hoạt của cô. Natasha và Dionne nhận những ý kiến trái chiều từ phía ban giám khảo. Tyra cũng hỏi các thí sinh rằng ai là người mạnh nhất cuộc thi và yếu nhất cuộc thi này. Renee, Jaslene và Dionne đều trả lời đó là Natasha, nhưng cô bình tĩnh trước những lời nói đó. Dionne chọn Jaslene là người có nhiều tiềm năng nhất trong cuộc thi, làm cho Tyra tự đặt câu hỏi liệu Dionne đang thiếu sự tự tin. Không may, cả Natasha và Dionne rơi xuống bảng chót hai. Natasha được cho là có nhiều tiềm năng hơn nê cô được giữ lại, còn Dionne thì phải ra về.
- Gọi tên đầu tiên: Renee DeWitt
- Bảng chót hai:  Dionne Walters & Natasha Galkina
- Loại:  Dionne Walters
- Nhiếp ảnh gia: Kane Skennar
- Khách mời đặc biệt: Carissa Rosenberg, Uncle Max, Calita Murray, Justin Schwarz, Sharon Williams
- CoverGirl của tuần: Jaslene Gonzalez

### Tập 13: The Girl Who Becomes America's Next Top Model
Lên sóng: 16 tháng 5 năm 2007
Thử thách cuối cùng lần này, các cô gái sẽ đóng quảng cáo và chụp ảnh quảng cáo cho mỹ phẩm CoverGirl. Khác với quảng cáo CoverGirl ở các mùa giải trước, lần này các cô gái sẽ không cần học thuộc lời thoại mà sẽ nói tự do nhưng họ phải đem cá tính, dấu ấn cá nhân của mình vào sản phẩm và quảng cáo. Đáng khen cho Jaslene khi cô đem văn hóa Latin vào đoạn quảng cáo làm đoạn quảng cáo càng thú vị hơn, Natasha phải tự viết ra kịch bản nhưng cuối cùng lại bỏ quên thoại mà tự xoay xở. Tất cả các cô gái đều nhận được sự khen ngợi từ ban giám khảo, nhưng họ lại gặp trở ngại ở những bức ảnh quảng cáo. Natasha chỉ khi cười lên cô mới mang được vẻ tự nhiên, còn ngoài ra thì không, bức ảnh của Jaslene thì giống như tấm ảnh từ cuốn niên giám trung học, và Renee thì nhìn già hơn ở ngoài đời. Natasha và Renee rơi xuống bảng chót hai, ban giám khảo loại Renee bởi vì họ cảm thấy cô bắt đầu đang già đi trong các bức ảnh.
Là hai thí sinh cuối cùng của cuộc thi, Jaslene và Natasha được chụp ảnh bìa cho tạp chí Seventeen. Tyra đến thăm họ trướckk hi chuẩn bị cho show diễn chung kết. Quán quân mùa 7 Caridee English là người mở màn cho show diễn thời trang của NTK Sass & Bide. Những bước catwalk đầu tiên của Jaslene có vẻ yếu nhưng sau đó cô nhanh chóng hòa mình vào buổi buổi diễn. Trong khi đó, Natasha gặp sự cố với trang phục nhưng vẫn giữ bình tĩnh và chuyên nghiệp mà tiếp tục diễn.
Tại phòng đánh giá, ban giám khảo có những luồng đánh giá khác nhau và nhận định khác nhau. Ban giám khảo thích vẻ ngoài mạnh mẽ và ấn tượng với sự tiến bộ của cô nàng, nhưng lo lắng liệu cô ấy có thật sự là một người mẫu thời trang thực thụ. Các bức ảnh của Jaslene thì được khen ngợi, mặc cho sự thiếu khả năng thương mại của cô nàng. Ban giám khảo gặp trở ngại khi phải lựa chọn giữa hai cô gái.
Cuối cùng, Tyra công bố Jaslene Gonzalez chính là quán quân của mùa giải thứ 8.
- Gọi tên đầu tiên: Jaslene Gonzalez
- Bảng chót hai: Renee DeWitt & Natasha Galkina
- Loại: Renee DeWitt
- Thí sinh chung kết: Jaslene Gonzalez & Natasha Galkina
- America's Next Top Model: Jaslene Gonzalez
- Nhiếp ảnh gia: Jim De Yonker
- Khách mời đặc biệt: CariDee English, Brent Poer, Sarah-Jane Clarke, Heidi Middleton, Carissa Rosenberg

## Tổng kết

### Thứ tự gọi tên
| Thứ tự | Tuần thi  | Tuần thi  | Tuần thi  | Tuần thi  | Tuần thi | Tuần thi | Tuần thi | Tuần thi | Tuần thi | Tuần thi | Tuần thi | Tuần thi | Tuần thi |
| Thứ tự | 1         | 2         | 3         | 4         | 5        | 6        | 7        | 8        | 9        | 11       | 12       | 13       | 13       |
| ------ | --------- | --------- | --------- | --------- | -------- | -------- | -------- | -------- | -------- | -------- | -------- | -------- | -------- |
| 1      | Natasha   | Jaslene   | Jaslene   | Brittany  | Renee    | Natasha  | Jael     | Dionne   | Natasha  | Jaslene  | Renee    | Jaslene  | Jaslene  |
| 2      | Kathleen  | Brittany  | Felicia   | Jael      | Natasha  | Dionne   | Natasha  | Natasha  | Renee    | Natasha  | Jaslene  | Natasha  | Natasha  |
| 3      | Sarah     | Felicia   | Diana     | Sarah     | Brittany | Brittany | Dionne   | Brittany | Jaslene  | Renee    | Natasha  | Renee    |          |
| 4      | Cassandra | Diana     | Renee     | Dionne    | Whitney  | Jaslene  | Brittany | Renee    | Dionne   | Dionne   | Dionne   |          |          |
| 5      | Renee     | Samantha  | Brittany  | Felicia   | Jaslene  | Sarah    | Renee    | Jaslene  | Brittany | Brittany |          |          |          |
| 6      | Samantha  | Cassandra | Cassandra | Renee     | Jael     | Renee    | Jaslene  | Jael     | Jael     |          |          |          |          |
| 7      | Dionne    | Renee     | Dionne    | Whitney   | Diana    | Jael     | Whitney  | Whitney  |          |          |          |          |          |
| 8      | Whitney   | Sarah     | Jael      | Natasha   | Sarah    | Whitney  | Sarah    |          |          |          |          |          |          |
| 9      | Brittany  | Dionne    | Whitney   | Jaslene   | Dionne   | Diana    |          |          |          |          |          |          |          |
| 10     | Felicia   | Whitney   | Sarah     | Diana     | Felicia  |          |          |          |          |          |          |          |          |
| 11     | Jael      | Natasha   | Natasha   | Cassandra |          |          |          |          |          |          |          |          |          |
| 12     | Jaslene   | Jael      | Samantha  |           |          |          |          |          |          |          |          |          |          |
| 13     | Diana     | Kathleen  |           |           |          |          |          |          |          |          |          |          |          |

     Người chiến thắng chung cuộc
     Thí sinh bị loại
- Tập 1, 20 cô gái được chọn vào vòng hồ bơi. Tiếp đó chỉ có 13 cô gái được chọn để chính thức tham gia chương trình. Thứ tự gọi tên không thể hiện độ xuất sắc của tấm ảnh các cô đã chụp.
- Tập 10 là tập tổng hợp về các kỉ niệm chính trong 9 tập trước.

### Chụp ảnh
- Tập 1: Buổi chụp ảnh với Marc Ecko (buổi phỏng vấn)
- Tập 2: Xì xầm chuyện chính khách
- Tập 3: Bắt chước học sinh
- Tập 4: Đồ ngọt không vỏ
- Tập 5: Nạn nhân vụ thảm sát
- Tập 6: Chuyển giới
- Tập 7: Bốn trạng thái tâm lý
- Tập 8: Khoảnh khắc đáng nhớ trong các mùa thi trước
- Tập 9: Quảng cáo Covergirl Queen Mascara bằng giọng người Úc
- Tập 11: Đồ tắm cho tạp chí dành cho Đàn ông và Phụ nữ
- Tập 12: Vũ điệu thổ dân
- Tập 13: Chân dung CoverGirl; Quảng cáo 'Tôi sống như một CoverGirl cho son môi truShine; Chụp hình trang bìa cho Seventeen

### Thay đổi vẻ ngoài
- Cassandra: Bỏ tóc giả và làm xoăn tít tóc
- Felicia: Nhuộm tóc đen
- Diana: Nhuộm tóc vàng và kết thêm tóc vàng để trông dày tóc hơn
- Sarah: Nhuộm tóc màu nâu sáng
- Whitney: Nối thêm những gợn tóc dài
- Jael: Nối tóc nâu đậm; nhưng sau đó không nối mà cắt giống Mia Farrow
- Brittany: Đan tóc, làm nâu đỏ và xoăn; nhưng sau đó bỏ phần đan tóc
- Dionne: Cắt giống Kelis và nhuộm đen
- Renee: cắt giống Yoanna House
- Natasha: cắt giống Vidal Sassoon và nhuộm tóc tối hơn
- Jaslene: Tỉa tóc, làm tóc nổi bồng bềnh

## Số liệu cuộc thi
- Số thí sinh: 13
- Già nhất: Cassandra Watson, 24 tuổi
- Trẻ nhất: Felicia Provost & Samantha Francis, 19 tuổi
- Cao nhất: Diana Zalewski, 1m85 (6 ft.1")
- Thấp nhất: Jaslene Gonzalez, 1m73 (5 ft.8")
- Nặng nhất: Diana Zalewski, 90 kg (198 lb)
- Nhẹ nhất: Jaslene Gonzalez, 50 kg (110 lb)
- Thí sinh liên tục chiến thắng thử thách: Brittany Hatch 2 tuần liên tục
- Thí sinh chiến thắng thử thách nhiều nhất: Brittany Hatch & Renee Alway - 2 lần
- Thí sinh liên tục đứng đầu bảng xếp hạng: Jaslene Gonzalez, 2 lần
- Thí sinh có số lần đứng đầu bảng xếp hạng nhiều nhất: Jaslene Gonzalez, 4 lần
- Thí sinh liên tục rớt vào tốp cuối: Whitney Cunningham, 3 lần
- Thí sinh rớt vào tốp cuối nhiều nhất: Whitney Cunningham, Natasha Galkina, Jael Strauss, và Dionne Walters, mỗi người 3 lần
- Thí sinh được chọn làm CoverGirl liên tục qua các tuần: Jaslene Gonzalez & Natasha Galkina, 2 tuần
- Thí sinh được chọn làm CoverGirl nhiều nhất: Jaslene Gonzalez, 4 tuần
- Thí sinh không bị xếp chót bảng xếp hạng: Jaslene Gonzalez